# Aleksandra Nikolaevna Romanova
Aleksandra Nikolaevna Romanova (San Pietroburgo, 24 giugno 1825 – San Pietroburgo, 10 agosto 1844) è stata gran principessa di Russia per nascita e langravia d'Assia-Kassel per matrimonio.

## Famiglia d'origine

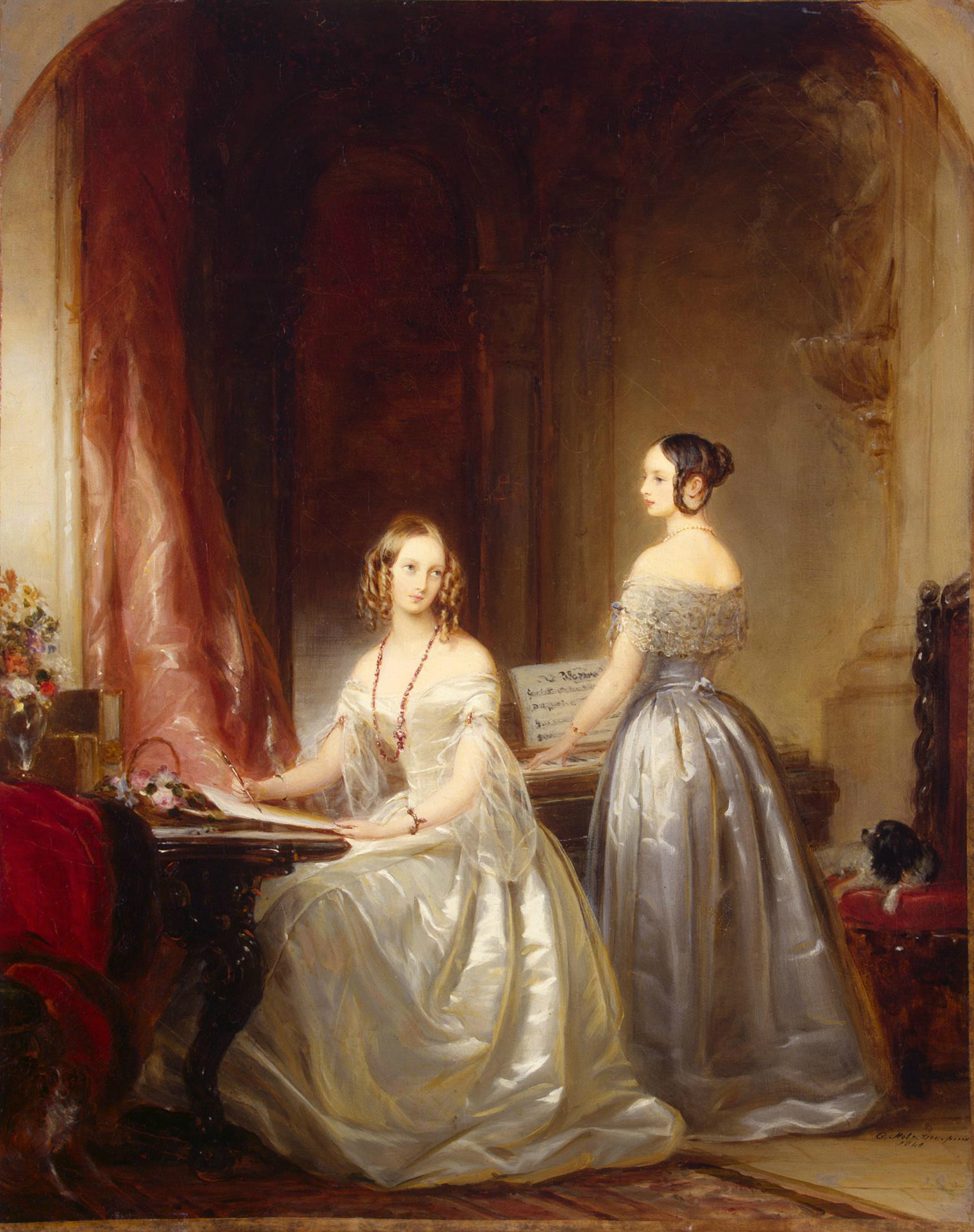
Aleksandra e la sorella Ol'ga

Il padre di Aleksandra era lo zar Nicola I, figlio dello zar Paolo I e della zarina Sofia Dorotea di Württemberg; la madre era la zarina Aleksandra Fёdorovna, nata Carlotta di Prussia, figlia del re Federico Guglielmo III e della regina Luisa di Meclemburgo-Strelitz.
Le venne dato il nome della zia paterna Aleksandra Pavlovna Romanova, ma in famiglia era chiamata "Adini". Dal memoriale scritto dalla sorella Ol'ga si evince come Aleksandra fosse la figlia preferita dal padre e che essa fosse l'unica delle sorelle ad avere ereditato dalla madre l'"aspetto prussiano". Assomigliava infatti molto alla nonna, la regina Luisa di Prussia.
Aleksandra era famosa nella società di San Pietroburgo, tanto per la sua bellezza quanto per la sua vivace personalità. Era la cantante della famiglia, con talento sufficiente per ricevere lezioni dalla famosa soprano Henriette Sontag, attività di studio alla quale si applicava con molta serietà.

## Matrimonio
Il 28 gennaio del 1844, a San Pietroburgo, Aleksandra si sposò con Federico Guglielmo d'Assia-Kassel (1820-1864). Il suo sposo era l'erede e l'unico figlio maschio del landgravio Guglielmo d'Assia-Kassel (1787-1867) e della principessa Luisa Carlotta di Danimarca.

Federico si era recato a San Pietroburgo come possibile fidanzato di Ol'ga, però, appena arrivato presso la famiglia imperiale, si innamorò di Aleksandra. Ol'ga, nonostante fosse la maggiore, favorì amabilmente la sorella e si prestò ad accompagnare la coppia, quando questa voleva passare un po' di tempo lontano dalla corte. L'imperatore e l'imperatrice, infine, diedero il loro consenso alle nozze.
Aleksandra si ammalò di tubercolosi poco tempo dopo il suo matrimonio. Non si sentì sufficientemente in forze per compiere il viaggio per recarsi nelle terre del marito e per assumere i suoi nuovi compiti istituzionali. La coppia si fermò a San Pietroburgo, dove la salute di Aleksandra peggiorò rapidamente.
Tre mesi prima del termine diede alla luce un figlio maschio, Guglielmo (10 agosto 1844) che però morì poco tempo dopo la nascita e Aleksandra morì anch'essa qualche ora dopo il bambino. Venne inumata con il figlio in braccio nella Fortezza di San Pietro e San Paolo di San Pietroburgo.
Dieci anni più tardi Federico si risposò con la cugina di Aleksandra, la principessa Anna di Prussia (1836-1918), dalla quale ebbe sei figli. Pare che questo matrimonio non fosse molto felice, probabilmente per l'incapacità di Federico di superare il dolore per la morte della prima moglie. Alla morte del padre divenne capo del casato d'Assia-Kassel.
Nei giardini della Peterhof (reggia) si trova una piccola scultura posta in memoria della granduchessa Aleksandra. I suoi appartamenti si conservano uguali a come erano al momento della sua morte.

## Ascendenza
|                                |                       |                                           | Genitori                                               |  |  | Nonni |  |  | Bisnonni   |  |  | Trisnonni                          |  |
|                                |                       |                                           |                                                        |  |  |       |  |  | Pietro III |  |  | Carlo Federico di Holstein-Gottorp |  |
|                                |                       |                                           |                                                        |  |  |       |  |  | Pietro III |  |  | Carlo Federico di Holstein-Gottorp |  |
|                                |                       | Anna Petrovna Romanova                    |                                                        |  |  |       |  |  | Pietro III |  |  |                                    |  |
| Paolo I                        |                       |                                           |                                                        |  |  |       |  |  | Pietro III |  |  |                                    |  |
|                                |                       | Caterina II                               | Cristiano Augusto di Anhalt-Zerbst                     |  |  |       |  |  |            |  |  |                                    |  |
|                                |                       | Caterina II                               | Cristiano Augusto di Anhalt-Zerbst                     |  |  |       |  |  |            |  |  |                                    |  |
|                                |                       | Caterina II                               | Giovanna di Holstein-Gottorp                           |  |  |       |  |  |            |  |  |                                    |  |
| Nicola I                       |                       | Caterina II                               |                                                        |  |  |       |  |  |            |  |  |                                    |  |
|                                |                       | Federico II Eugenio                       | Carlo I Alessandro                                     |  |  |       |  |  |            |  |  |                                    |  |
|                                |                       | Federico II Eugenio                       | Carlo I Alessandro                                     |  |  |       |  |  |            |  |  |                                    |  |
|                                |                       | Federico II Eugenio                       | Maria Augusta di Thurn und Taxis                       |  |  |       |  |  |            |  |  |                                    |  |
| Sofia Dorotea di Württemberg   |                       | Federico II Eugenio                       |                                                        |  |  |       |  |  |            |  |  |                                    |  |
|                                |                       | Federica Dorotea di Brandeburgo-Schwedt   | Federico Guglielmo di Brandeburgo-Schwedt              |  |  |       |  |  |            |  |  |                                    |  |
|                                |                       | Federica Dorotea di Brandeburgo-Schwedt   | Federico Guglielmo di Brandeburgo-Schwedt              |  |  |       |  |  |            |  |  |                                    |  |
|                                |                       | Federica Dorotea di Brandeburgo-Schwedt   | Sofia Dorotea di Prussia                               |  |  |       |  |  |            |  |  |                                    |  |
| Aleksandra Nikolaevna Romanova |                       | Federica Dorotea di Brandeburgo-Schwedt   |                                                        |  |  |       |  |  |            |  |  |                                    |  |
|                                | Federico Guglielmo II | Augusto Guglielmo di Prussia              |                                                        |  |  |       |  |  |            |  |  |                                    |  |
|                                | Federico Guglielmo II | Augusto Guglielmo di Prussia              |                                                        |  |  |       |  |  |            |  |  |                                    |  |
|                                | Federico Guglielmo II | Luisa Amalia di Brunswick-Wolfenbüttel    |                                                        |  |  |       |  |  |            |  |  |                                    |  |
| Federico Guglielmo III         | Federico Guglielmo II |                                           |                                                        |  |  |       |  |  |            |  |  |                                    |  |
|                                |                       | Federica Luisa d'Assia-Darmstadt          | Luigi IX                                               |  |  |       |  |  |            |  |  |                                    |  |
|                                |                       | Federica Luisa d'Assia-Darmstadt          | Luigi IX                                               |  |  |       |  |  |            |  |  |                                    |  |
|                                |                       | Federica Luisa d'Assia-Darmstadt          | Carolina del Palatinato-Zweibrücken-Birkenfeld         |  |  |       |  |  |            |  |  |                                    |  |
| Carlotta di Prussia            |                       | Federica Luisa d'Assia-Darmstadt          |                                                        |  |  |       |  |  |            |  |  |                                    |  |
|                                |                       | Carlo II                                  | Carlo Ludovico Federico di Meclemburgo-Strelitz        |  |  |       |  |  |            |  |  |                                    |  |
|                                |                       | Carlo II                                  | Carlo Ludovico Federico di Meclemburgo-Strelitz        |  |  |       |  |  |            |  |  |                                    |  |
|                                |                       | Carlo II                                  | Elisabetta Albertina di Sassonia-Hildburghausen        |  |  |       |  |  |            |  |  |                                    |  |
| Luisa di Meclemburgo-Strelitz  |                       | Carlo II                                  |                                                        |  |  |       |  |  |            |  |  |                                    |  |
|                                |                       | Federica Carolina Luisa d'Assia-Darmstadt | Giorgio Guglielmo d'Assia-Darmstadt                    |  |  |       |  |  |            |  |  |                                    |  |
|                                |                       | Federica Carolina Luisa d'Assia-Darmstadt | Giorgio Guglielmo d'Assia-Darmstadt                    |  |  |       |  |  |            |  |  |                                    |  |
|                                |                       | Federica Carolina Luisa d'Assia-Darmstadt | Maria Luisa Albertina di Leiningen-Dagsburg-Falkenburg |  |  |       |  |  |            |  |  |                                    |  |
|                                |                       | Federica Carolina Luisa d'Assia-Darmstadt |                                                        |  |  |       |  |  |            |  |  |                                    |  |